# Фризон (Падова)
Фризон је насеље у Италији у округу Падова, региону Венето.
Према процени из 2011. у насељу је живело 55 становника. Насеље се налази на надморској висини од -1 м.